# Вероника Кастро
Вероника Кастро (шп. Verónica Castro) мексичка је глумица и певачица.

## Приватни живот
Вероника је сестра Беатриз Кастро, Фауста Саинз и Хосе Алберта Кастра који је био ожењен глумицом Анхелике Ривере. Има два сина Михаела и Кристијана. Кристијан је плод њене везе са Мануелом Валдес.

## Каријера
Вероника је током своје каријере, тј. од 1966. године па све до данас, остварила улоге у бројним теленовелама и филмовима. Неки од филмова у којим је глумила су: Dios se lo pague, El niño y el Papa и Chiquita pero picosa, истиче се њена улога у Дивљој ружи, те улога Еме у тв серији Педра Тореса, Жене убице. Такође је глумила у бројним позоришним представама.

## Теленовеле

### У Мексику
| Година:       | Српски наслов:      | Оригинални наслов: | Улога:             |
| ------------- | ------------------- | ------------------ | ------------------ |
| 2009. / 2010. | /                   |                    | Роберта            |
| 2006. / 2007. | /                   |                    | Беатриз            |
| 1997.         | Мали град Инфијерно |                    | Леонарда           |
| 1993. / 1994. | /                   |                    | Валентина / Исабел |
| 1990.         | /                   |                    | Соледад / Исадора  |
| 1987. / 1988. | Дивља Ружа          |                    | Роса               |
| 1981. / 1982. | /                   |                    | Марија Елена       |
| 1979.         | И богати плачу      |                    | Маријана           |
| 1978.         | /                   |                    | Марта              |
| 1976.         | /                   |                    | Габријела          |
| 1975.         | /                   |                    | Карина             |
| 1972.         | /                   |                    | Кармен             |
| 1971.         | /                   |                    | /                  |
| 1969.         | /                   |                    | /                  |

### У Италији
| Година: | Српски наслов: | Оригинални наслов: | Улога: |
| ------- | -------------- | ------------------ | ------ |
| 1985.   | /              |                    | Карина |

### У Аргентини
| Година: | Српски наслов: | Оригинални наслов: | Улога:   |
| ------- | -------------- | ------------------ | -------- |
| 1986.   | /              |                    | Нора     |
| 1994.   | /              |                    | Јоланда  |
| 1983.   | /              |                    | Лаура    |
| 1982.   | /              |                    | Вероника |

## ТВ серије
| Година: | Српски наслов: | Оригинални наслов: | Улога:        |
| ------- | -------------- | ------------------ | ------------- |
| 2008.   | /              |                    | Ема / Кандида |
| 1997.   | /              |                    | /             |

## Филмови
- 1990:
- 1989:
- 1986:
- 1986:
- 1985:
- 1980:
- 1981:
- 1979:
- 1977:
- 1975:
- 1975:
- 1974:
- 1973:
- 1973:
- 1972:
- 1972:
- 1972:
- 1972:
- 1972:
- 1972:
- 1971:
- 1971:

## Позориште
- 2008:
- 1995:
- 1983:
- 1982:
- 1980:
- 1979:
- 1978:
- 1978:
- 1977:
- 1976:
- 1976:
- 1975:
- 1971:
- 1970:
- 1970:

## Гостовање у емисијама
- 2007:
- 2006:
- 2005:
- 2005:
- 2004:
- 2003:
- 1997:
- 2000:
- 1996:
- 1994:
- 1993:
- 1992:
- 1991:
- 1989:
- 1988:
- 1984:
- 1980:
- 1975:
- 1972:
- 1971:

## Дискографија
| Година: | Назив албума:              |
| ------- | -------------------------- |
| 2009.   |Resurrección (Васкрсење)                |
| 2005.   |Por esa puerta (На ова врата)             |
| 1999.   |Ave Vagabundo (Аве Вагабундо)            |
| 1997.   |La Tocada (Дирнута)                  |
| 1995.   |La mujer del año (Жена године)              |
| 1994.   |Vámonos al dancing (Хајде да играмо)          |
| 1992.   |Romántica y calculadora (Романтична и прорачуната) |
| 1991.   |Tudo É Bom Pra Se Dançar (Све је добро за плес)     |
| 1991.   |La Movida rap (Рап покрет)               |
| 1990.   |Viva la banda (Живела банда)             |
| 1990.   |Mi pequeña Soledad (Мала моја Соледад)        |
| 1988.   |Mamma mia (Мајко моја)               |
| 1987.   |Reina de la noche (Краљица ноћи)             |
| 1986.   |Simplemente todo (Једноставно све)          |
| 1986.   |Esa mujer (Ова жена)                 |
| 1984.   |Las comadres con banda (Куме у банди)             |
| 1983.   |También romántica (Такође романтична)        |
| 1982.   |El malas mañas (На лошим триковима)       |
| 1982.   |Sábado en la noche tiki-tiki (Субота увече тики-тики)   |
| 1981.   |Cosas de amigos (Пријатељске ствари)       |
| 1980.   |Norteño (Северно)                  |
| 1979.   |Aprendí a llorar (Научи плакати)            |
| 1978.   |Sensaciones (Сензације)                |
| 1973.   |Verónica Castro (Вероника Кстро)           |

## Рекомпилације
| Година: | Назив албума:                |
| ------- | ---------------------------- |
| 2008.   |Serie diamante (Серија дијаманта)           |
| 2003.   |70 Años Peerless una historia musical (70 година музичке историје) |
| 2002.   |Imágenes (Слике)                      |
| 1996.   |De colección (Колекција)                  |
| 1994.   |20 éxitos (20 успешних)                |
| 1993.   |Lo mejore de... (Најбоља)                    |